# Аляб'єве
Аляб'єве — колишнє село, входило до складу Бобинської сільської ради, Путивльський район, Сумська область.
Станом на 1986 рік в селі проживало 10 людей.
18 січня 1988 року село зняте з обліку.

## Географічне розташування
Аляб'єве знаходиться на відстані 1,5 км від сіл Плахівка, Почепці та селища Новослобідське. Поруч проходить автомобільна дорога Т 1908.